# Doro Merande
Doro Merande (Columbus, 31 marzo 1892 – New York, 1º novembre 1975) è stata un'attrice statunitense.
Ha recitato in 27 film dal 1928 al 1974 ed è apparsa in 20 serie televisive dal 1950 al 1966.

## Filmografia

### Cinema
- L'intruso (Interference), regia di Lothar Mendes, Roy Pomeroy (1928)
- Personal Maid, regia di Monta Bell, Lothar Mendes (1931)
- Wayward, regia di Edward Sloman (1932)
- Montagne russe (State Fair), regia di Henry King (1933)
- Anime alla deriva (Bondage), regia di Alfred Santell (1933)
- Zani (Zoo in Budapest), regia di Rowland V. Lee (1933)
- Moonlight and Pretzels, regia di Karl Freund (1933)
- Navy Wife, regia di Allan Dwan (1935)
- Bad Boy, regia di John G. Blystone (1935)
- The Star Maker, regia di Roy Del Ruth (1939)
- La nostra città (Our Town), regia di Sam Wood (1940)
- La fossa dei serpenti (The Snake Pit), regia di Anatole Litvak (1948)
- Cover Up, regia di Alfred E. Green (1949)
- Mr. Belvedere suona la campana (Mr. Belvedere Rings the Bell), regia di Henry Koster (1951)
- Il fischio a Eaton Falls (The Whistle at Eaton Falls), regia di Robert Siodmak (1951)
- Quando la moglie è in vacanza (The Seven Year Itch), regia di Billy Wilder (1955)
- L'uomo dal braccio d'oro (The Man with the Golden Arm), regia di Otto Preminger (1955)
- Il molto onorevole Mr. Pennypacker (The Remarkable Mr. Pennypacker), regia di Henry Levin (1959)
- Gazebo (The Gazebo), regia di George Marshall (1959)
- Il cardinale (The Cardinal), regia di Otto Preminger (1963)
- Baciami, stupido (Kiss Me, Stupid), regia di Billy Wilder (1964)
- Arrivano i russi, arrivano i russi (The Russians Are Coming the Russians Are Coming), regia di Norman Jewison (1966)
- E venne la notte (Hurry Sundown), regia di Otto Preminger (1967)
- Skidoo, regia di Otto Preminger (1968)
- Change of Habit, regia di William A. Graham (1969)
- Phil il diritto (Making It), regia di John Erman (1971)
- Prima pagina (The Front Page), regia di Billy Wilder (1974)

### Televisione
- Armstrong Circle Theatre – serie TV, un episodio (1952)
- Lux Video Theatre – serie TV, un episodio (1953)
- Suspense – serie TV, un episodio (1953)
- Omnibus – serie TV, un episodio (1953)
- Kraft Television Theatre – serie TV, 2 episodi (1953-1954)
- Valiant Lady – serie TV, 440 episodi (1956-1957)
- The United States Steel Hour – serie TV, un episodio (1957)
- Steve Canyon – serie TV, episodio 1x03 (1958)
- Alfred Hitchcock presenta (Alfred Hitchcock Presents) – serie TV, episodio 4x12 (1958)
- The Phil Silvers Show – serie TV, 2 episodi (1959)
- Playhouse 90 – serie TV, 2 episodi (1957-1959)
- New Comedy Showcase – serie TV, un episodio (1960)
- Bringing Up Buddy – serie TV, 35 episodi (1960-1961)
- Thriller – serie TV, episodio 2x09 (1961)
- The New Breed – serie TV, episodio 1x09 (1961)
- La parola alla difesa (The Defenders) – serie TV, un episodio (1962)
- Sam Benedict – serie TV, un episodio (1963)
- Ai confini della realtà (The Twilight Zone) - serie TV, episodio 4x18 (1963)
- The Front Page – film TV (1970)
- The Jackie Gleason Show – serie TV, 3 episodi (1966-1970)